# حامل الوردة الأرجوانية
حامل الوردة الأرجوانية رواية للروائي اللبناني أنطوان الدويهي. صدرت الرواية لأوّل مرة عام 2013 عن الدار العربية للعلوم ناشرون في بيروت. ودخلت في القائمة الطويلة للجائزة العالمية للرواية العربية لعام 2014، المعروفة باسم «جائزة بوكر العربية».

## حول الرواية
يروي الكاتب اللبناني «أنطوان الدويهي» في هذه الرواية حكاية اعتقال كاتب وزجّه في سجن «حصن الميناء» وهي قلعة شيّدها المماليك قبل سبعمائة عام لمراقبة البحر الأبيض المتوسط عند هذا الشاطئ. تنسج أحداث الرواية لمعرفة سبب اعتقال الكاتب.